# Municipio de Bois Blanc
El municipio de Bois Blanc (en inglés: Bois Blanc Township) es un municipio ubicado en el condado de Mackinac en el estado estadounidense de Míchigan. En el año 2010 tenía una población de 95 habitantes y una densidad poblacional de 0,75 personas por km².

## Geografía
El municipio de Bois Blanc se encuentra ubicado en las coordenadas 45°46′32″N 84°28′57″O / 45.77556, -84.48250. Según la Oficina del Censo de los Estados Unidos, el municipio tiene una superficie total de 126.18 km², de la cual 90,95 km² corresponden a tierra firme y (27,92 %) 35,23 km² es agua.

## Demografía
Según el censo de 2010, había 95 personas residiendo en el municipio de Bois Blanc. La densidad de población era de 0,75 hab./km². De los 95 habitantes, el municipio de Bois Blanc estaba compuesto por el 88,42 % blancos, el 5,26 % eran amerindios y el 6,32 % eran de una mezcla de razas. Del total de la población el 0 % eran hispanos o latinos de cualquier raza.